# Elisabeth Winkelmeier-Becker
Elisabeth Winkelmeier-Becker (née le 15 septembre 1962 à Troisdorf) est une femme politique allemande, membre de la CDU. Elle est membre du Bundestag (parlement allemand) depuis 2005. Depuis janvier 2014, elle est à la tête de la Commission de la défense des droits des consommateurs et est membre du comité directeur du groupe parlementaire de la CDU/CSU au Bundestag.

## Études et vie professionnelle
Après l'obtention de son Abitur en 1981, au lycée de Siegburg, Elisabeth s'engage dans des études de droit à l'université rhénane Frédéric-Guillaume de Bonn, qu'elle conclut en 1986 après son succès au premier examen juridique d'Etat.
Elle se marie en 1984 au futur secrétaire d'Etat Jürgen Becker, avec qui elle a trois enfants.
Après son congé parental et une période de stage, elle passe avec succès son deuxième examen d'Etat. Elle devient alors juge au tribunal de grande instance de Bonn, avant de devenir juge au tribunal cantonal de Siegburg en 2001, spécialisée dans le tribunal des familles.
Elisabeth Winckelmeier-Becker est une catholique.

## Carrière politique

### Entrée dans la vie politique
Elisabeth rejoint en 1978 la Junge Union (JU), organisation de jeunesse de la CDU, avant de rejoindre en 1981 ce dernier. Elle fait partie du conseil régional de la Rhénanie-du-Nord-Westphalie au sein de la JU de 1986 à 1992 et intègre en 2002 le conseil du district de Rhin-Sieg en tant que membre de la CDU. Elle devient suppléante du président de ce conseil en 2004 et est finalement élue présidente en 2010. Elle est également la vice-présidente de la succursale régionale rhénane de la CDU.

### Mandats parlementaires

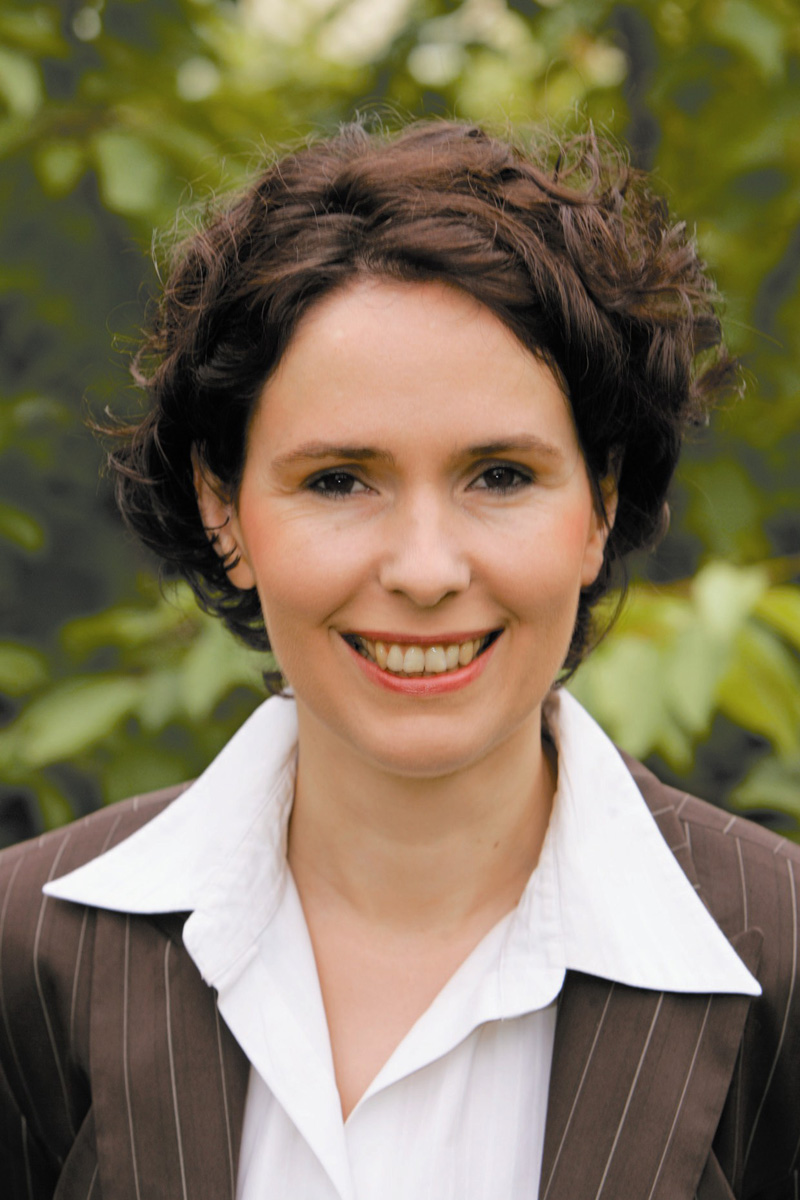
Elisabeth Winkelmeier-Becker en 2006, lors de sa première élection au Bundestag.

Lors des élections fédérales allemandes de 2005, Elisabeth Winkelmeier-Becker est élue dans sa circonscription de Rhin-Sieg, sortant en tête du scrutin avec 45,5 % des voix. Elle entre ainsi pour la première fois dans le Bundestag. En 2009, lors des nouvelles élections fédérales, elle est réélue avec 44,9 % des voix. Durant cette législature, elle fait partie de la commission pour la protection des femmes, des familles, des jeunes et des seniors. Pour son troisième mandat, elle remporte à nouveau sa circonscription avec près de 50 % des suffrages.
En 2017, elle est une nouvelle fois candidate dans sa circonscription de Rhin-Sieg, qu'elle remporte encore avec 44 % des voix,.

### Prises de positions
Elisabeth Winkelmeier-Becker s'est abstenue lors du vote visant à rendre le mariage homosexuel légal en Allemagne.
Alors que la formation d'une coalition majoritaire est incertaine début 2018, Winkelmeier-Becker énonce la possibilité de former un gouvernement minoritaire. Elle est également membre de l'union des fédéralistes européens, une organisation non gouvernementale et non partisane dont le but est de promouvoir le fédéralisme européen.
En mars 2018, Elisabeth Winkelmeier-Becker s'est prononcée contre la levée de l'interdiction de publicité pour l'avortement,.